# Camillina pulchra
Camillina pulchra är en spindelart som först beskrevs av Eugen von Keyserling 1891.  Camillina pulchra ingår i släktet Camillina och familjen plattbuksspindlar. Inga underarter finns listade.